# Lanty-sur-Aube
Lanty-sur-Aube est une commune française située dans le département de la Haute-Marne, en région Grand Est.

## Géographie

### Localisation
Ce village est situé entre Montigny-sur-Aube et Laferté-sur-Aube sur la route départementale 396, au fond de la vallée de l'Aube. Les habitants de Lanty se nomment les Lantilloux. La superficie du village est de 2 242 ha avec 5,7 personnes au km2. Son altitude minimale est de 208 m et son altitude maximale de 353 m.

### Hydrographie
La commune est dans la région hydrographique « la Seine de sa source au confluent de l'Oise (exclu) » au sein du bassin Seine-Normandie. Elle est drainée par l'Aube, divers bras de l'Aube, le cours d'eau 01 de Préfontaine, le Fossé 01 de la Tête au Loup, le Fossé 01 de Val Renard, le Fossé 02 de la Tête au Loup, l'Aube, le ruisseau de Dinteville et divers autres petits cours d'eau,.
L'Aube, d'une longueur de 249 km, prend sa source dans la commune d'Auberive et se jette  dans la Seine à Marcilly-sur-Seine, après avoir traversé 82 communes. 

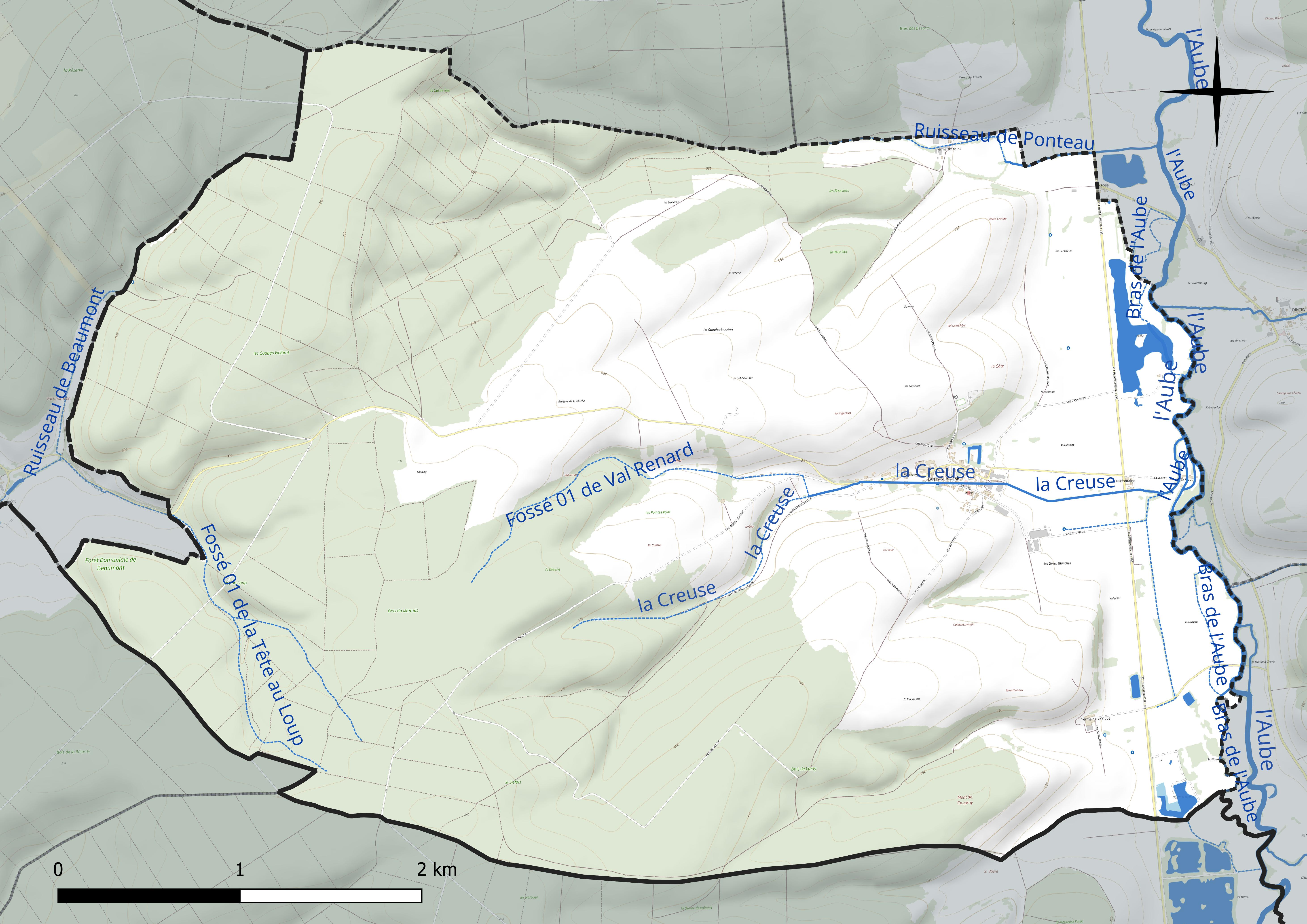
Réseau hydrographique de Lanty-sur-Aube.

### Climat
Pour des articles plus généraux, voir Climat du Grand Est et Climat de la Haute-Marne.
En 2010, le climat de la commune est de type climat des marges montargnardes, selon une étude du Centre national de la recherche scientifique s'appuyant sur une série de données couvrant la période 1971-2000. En 2020, Météo-France publie une typologie des climats de la France métropolitaine dans laquelle la commune est exposée à un climat océanique altéré et est dans la région climatique  Lorraine, plateau de Langres, Morvan, caractérisée par un hiver rude (1,5 °C), des vents modérés et des brouillards fréquents en automne et hiver. 
Pour la période 1971-2000, la température annuelle moyenne est de 10,4 °C, avec une amplitude thermique annuelle de 16,2 °C. Le cumul annuel moyen de précipitations est de 891 mm, avec 12,9 jours de précipitations en janvier et 8,6 jours en juillet. Pour la période 1991-2020, la température moyenne annuelle observée sur la station météorologique de Météo-France la plus proche, « Cunfin_sapc », sur la commune de Cunfin à 8 km à vol d'oiseau, est de 11,0 °C et le cumul annuel moyen de précipitations est de 900,4 mm. 
La température maximale relevée sur cette station est de 41 °C, atteinte le 31 juillet 1983 ; la température minimale est de −21 °C, atteinte le 17 janvier 1985,,. 
Les paramètres climatiques de la commune ont été estimés pour le milieu du siècle (2041-2070) selon différents scénarios d'émission de gaz à effet de serre à partir des nouvelles projections climatiques de référence DRIAS-2020. Ils sont consultables sur un site dédié publié par Météo-France en novembre 2022.

## Urbanisme

### Typologie
Au 1er janvier 2024, Lanty-sur-Aube est catégorisée commune rurale à habitat dispersé, selon la nouvelle grille communale de densité à sept niveaux définie par l'Insee en 2022.
Elle est située hors unité urbaine et hors attraction des villes,.

### Occupation des sols
L'occupation des sols de la commune, telle qu'elle ressort de la base de données européenne d’occupation biophysique des sols Corine Land Cover (CLC), est marquée par l'importance des forêts et milieux semi-naturels (55,8 % en 2018), une proportion identique à celle de 1990 (55,8 %). La répartition détaillée en 2018 est la suivante : 
forêts (55,2 %), terres arables (37,3 %), prairies (5,8 %), zones urbanisées (1,1 %), milieux à végétation arbustive et/ou herbacée (0,6 %). L'évolution de l’occupation des sols de la commune et de ses infrastructures peut être observée sur les différentes représentations cartographiques du territoire : la carte de Cassini (XVIIIe siècle), la carte d'état-major (1820-1866) et les cartes ou photos aériennes de l'IGN pour la période actuelle (1950 à aujourd'hui).

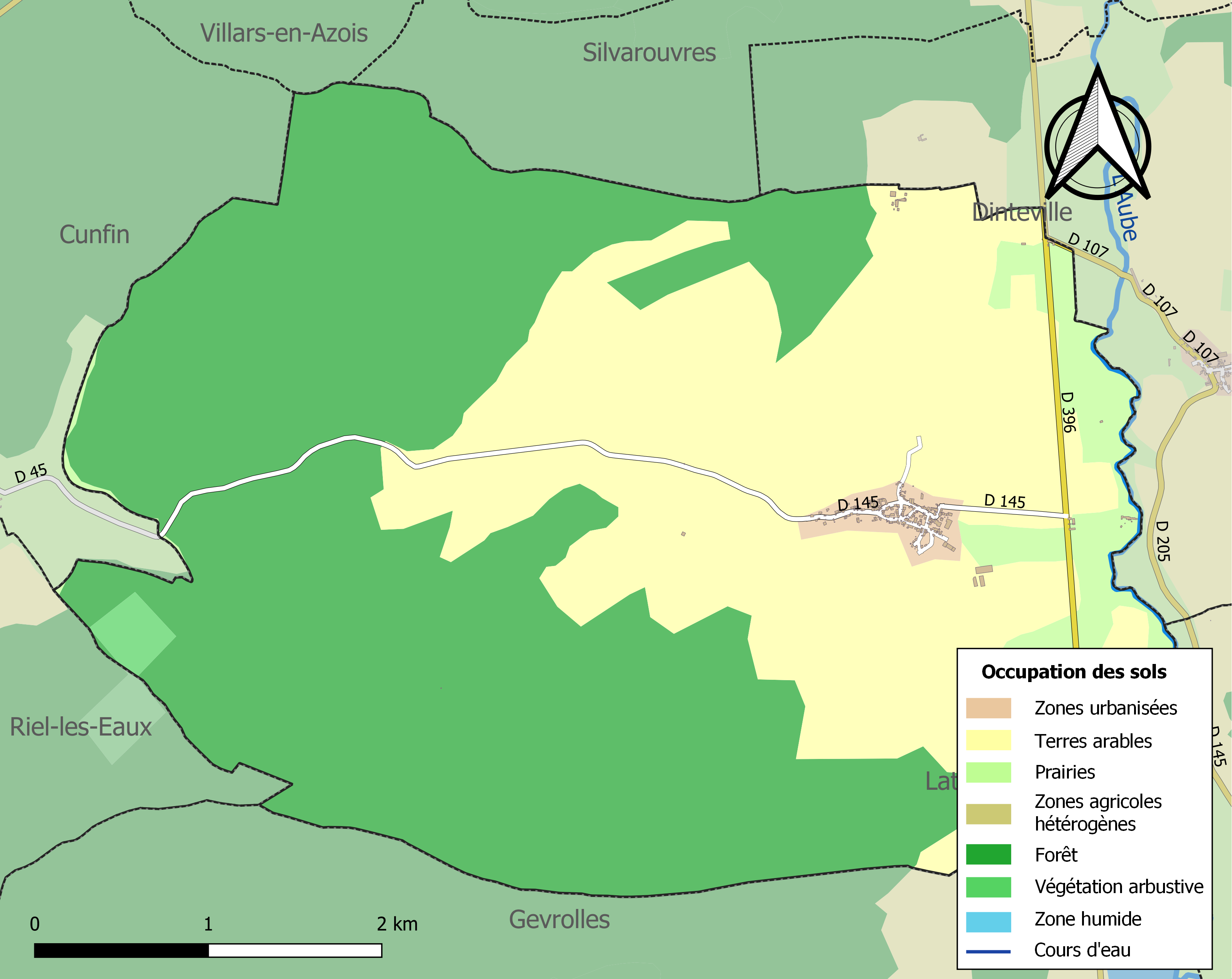
Carte des infrastructures et de l'occupation des sols de la commune en 2018 (CLC).

## Toponymie
Le nom de la localité est attesté sous les formes Lentiscus (879) ; Lenti (1101) ; Lentilium (1117) ; Lantil (vers 1200) ; Lanti (1204-1210) ; Lenty (1208) ; Lenticum (1210) ; Lentiscum (1211) ; Lentischus (1226) ; Lentiacum (1245) ; Lantiz (1249-1252) ; Lantilliacum (1269) ; Lantillum (1286) ; Lentil (1464) ; Lanty (1521) ; Lanthil (1544).

L'étymologie du nom de Lanty se perd dans l'obscurité grammaticale la plus inextricable. Il faut renoncer au plaisir de savoir ce qu'était primitivement Lanty.
L’Aube est une rivière française, l'un des quatre plus gros affluents de la Seine, dont le cours suit une direction assez proche. Elle donne son nom à un département : l'Aube.

## Histoire
Les Chastenay sont seigneurs de Lanty dès 1286.

## Politique et administration
| Période                                  | Période  | Identité       | Étiquette | Qualité |
| ---------------------------------------- | -------- | -------------- | --------- | ------- |
| 1994                                     | 2001     | Robert Aubriot |           |         |
| 2008                                     | En cours | Patrick Morlon |           |         |
| Les données manquantes sont à compléter. |          |                |           |         |

## Population et société

### Démographie

#### Évolution démographique
L'évolution du nombre d'habitants est connue à travers les recensements de la population effectués dans la commune depuis 1793. Pour les communes de moins de 10 000 habitants, une enquête de recensement portant sur toute la population est réalisée tous les cinq ans, les populations de référence des années intermédiaires étant quant à elles estimées par interpolation ou extrapolation. Pour la commune, le premier recensement exhaustif entrant dans le cadre du nouveau dispositif a été réalisé en 2006.

En 2022, la commune comptait 114 habitants, en évolution de −8,8 % par rapport à 2016 (Haute-Marne : −4,62 %, France hors Mayotte : +2,11 %).
| 1793 | 1800 | 1806 | 1821 | 1831 | 1836 | 1841 | 1846 | 1851 |
| ---- | ---- | ---- | ---- | ---- | ---- | ---- | ---- | ---- |
| 538  | 613  | 570  | 553  | 591  | 658  | 643  | 590  | 614  |

| 1856 | 1861 | 1866 | 1872 | 1876 | 1881 | 1886 | 1891 | 1896 |
| ---- | ---- | ---- | ---- | ---- | ---- | ---- | ---- | ---- |
| 479  | 457  | 439  | 413  | 394  | 385  | 355  | 329  | 292  |

| 1901 | 1906 | 1911 | 1921 | 1926 | 1931 | 1936 | 1946 | 1954 |
| ---- | ---- | ---- | ---- | ---- | ---- | ---- | ---- | ---- |
| 255  | 273  | 239  | 215  | 191  | 205  | 182  | 160  | 193  |

| 1962 | 1968 | 1975 | 1982 | 1990 | 1999 | 2006 | 2011 | 2016 |
| ---- | ---- | ---- | ---- | ---- | ---- | ---- | ---- | ---- |
| 185  | 163  | 156  | 153  | 146  | 146  | 139  | 128  | 125  |

| 2021 | 2022 | - | - | - | - | - | - | - |
| ---- | ---- | - | - | - | - | - | - | - |
| 114  | 114  | - | - | - | - | - | - | - |

## Culture locale et patrimoine

### Lieux et monuments
Un petit musée a été aménagé dans les locaux de la mairie, tous les jeudis la bibliothèque ouvre pour les habitants. Le village possède son propre corps de sapeurs-pompiers.[réf. nécessaire]

### Personnalités liées à la commune
- Paul Chaulot (1914-1969), poète, né à Lanty-sur-Aube.

### Héraldique
| Blason de Lanty-sur-Aube | Blason  | D'or au coq (hardi) de sinople, crêté, becqué, barbé (couronné et membré) de gueules, accompagné de trois roses du même.         |
| Blason de Lanty-sur-Aube | Détails | Armes de la famille de Chastenay de Lanty, qui donna d'anciens seigneurs du village. Blason présent sur le fronton de la mairie. |